# Sörmjöle
Sörmjöle is een plaats in de gemeente Umeå in het landschap Västerbotten en de provincie Västerbottens län in Zweden. De plaats heeft 231 inwoners (2005) en een oppervlakte van 26 hectare. De plaats ligt aan een baai van de Botnische Golf en de Europese weg 4 loopt door de plaats. De stad Umeå ligt ongeveer twintig kilometer ten noorden van Sörmjöle.